# Ralphie Choo
Pour les articles homonymes, voir Choo (homonymie).
Juan Casado Fisac (né en 1999), connu sous le nom de Ralphie Choo, est un auteur-compositeur-interprète et producteur espagnol.

## Biographie

### Jeunesse
Juan Casado Fisac est né à Madrid. Il a grandi à Daimiel, une petite ville de la province de Ciudad Real, en Castille-La Manche, après avoir déménagé avec sa famille dès son plus jeune âge. Bien qu'il soit souvent cité qu'il a étudié un diplôme en génie chimique avant de se tourner vers la musique, il s'agit d'un mythe qu'il a démystifié publiquement, citant sa mère comme la principale raison de sa décision d'étudier l'harmonie et la production musicale.
Sa carrière professionnelle a débuté en 2019 lorsqu'il a commencé à produire des beats avec des amis après qu'une blessure alors qu'il jouait au football l'a forcé à se reposer à la maison pendant deux mois. Il a commencé à ajouter sa voix à des compositions originales en 2021. Son nom de scène est inspiré du personnage de Ralph Wiggum des Simpson dans l'émission spéciale Saint-Valentin « I Choo Choo Choose You ».

### Carrière
Inspiré par l'expérimentalisme de collectifs musicaux nés sur Internet tels que Odd Future et PC Music, Ralphie Choo est membre fondateur du collectif artistique et du label "Rusia-IDK", aux côtés de Rusowsky, TRISTÁN! , DRUMMIE et Mori, qui se sont tous rencontrés et regroupés en ligne par l'intermédiaire de leur manager, Jubera. Les artistes de « Rusia-IDK » ont une vision artistique similaire, visant à créer un son audacieux qui combine le hip-hop avec le flamenco et le reggaeton.
En septembre 2023, Ralphie Choo a lancé son premier album, Supernova, que Pitchfork a qualifié de « bizarre et incongru, mais étrangement satisfaisant ». L'album mélange des éléments de R&B, de hip-hop, de reggaeton et de flamenco. Il a été nommé l'un des meilleurs albums de 2023 par Variety.
En septembre 2024, Ralphie Choo a collaboré avec l'auteure-compositrice-interprète espagnole Rosalía sur le single « Omega », sorti le 25 septembre.

## Discographie

### Albums studio
| Titre     | Détails                                                                                         |
| --------- | ----------------------------------------------------------------------------------------------- |
| Supernova | - Sortie : 15 septembre 2023 - Label : Warner Music - Format : CD, LP, téléchargement numérique |

### En tant que producteur
| Année | Titre                | Artiste               | Production | Écriture de chansons | Technique |
| ----- | -------------------- | --------------------- | ---------- | -------------------- | --------- |
| 2022  | Usted Está Aquí      | Amore                 | ✔️         | ✔️                   |           |
| 2022  | En El Cielo          | Judeline              | ✔️         | ✔️                   |           |
| 2023  | Làgrimas Pa Otro Día | Dellafuente           | ✔️         | ✔️                   |           |
| 2024  | Nanaï                | Amaïa                 | ✔️         |                      |           |
| 2024  | Omega                | Rosalia, Ralphie Choo | ✔️         | ✔️                   |           |